# Неттей, Джейкоб
Джейкоб Неттей (англ. Jacob Nettey; род. 25 января 1976, Гана) — ганский футболист, защитник. Участник летних Олимпийских игр 1996 года и Кубка африканских наций 2000 года.

## Биография
Джейкоб Неттей родился 25 января 1976 года.

### Клубная карьера
Начал профессиональную карьеру в 1994 году в клубе чемпионата Ганы — «Хартс оф Оук». В команде Неттей являлся капитаном команды, а в 2000 году вместе с командой стал победителем африканской Лиги чемпионов. В феврале 2001 года стал победителем Суперкубка КАФ, тогда ганцы обыграли египетский «Замалек». С 2003 года по 2005 год являлся игроком «Харт оф Лайонз», где и завершил карьеру игрока. В 2014 году он был назначен помощником главного тренера в клубе «Бечем Юнайтед».

### Карьера в сборной
В составе национальной сборной Ганы выступал с 1995 года по 2001 год, проведя в составе сборной 30 игр.
В августе 1996 года главный тренер олимпийской сборной Ганы Сэм Ардай вызвал Джейкоба на летние Олимпийские игры в Атланте. В команде он получил 2 номер. В своей группе ганцы заняли второе место, уступив Мексики, обогнав при этом Южную Корею и Италии. В четвертьфинале Гана уступила Бразилии (2:4). Неттей на турнире так и не сыграл.
В июне 1997 году участвовал в Кубке Кореи, где Гана заняла последнее четвёртое место в группе. В начале 2000 года был заявлен для участия в Кубке африканских наций в Гане и Нигерии, где ганцы дошли до 1/4 финала. Неттей на турнире не сыграл.

## Достижения
- Победитель Лиги чемпионов КАФ (1): 2000
- Победитель Суперкубка КАФ (1): 2001